# FBXO27
FBXO27 (англ. F-box protein 27) – білок, який кодується однойменним геном, розташованим у людей на довгому плечі 19-ї хромосоми. Довжина поліпептидного ланцюга білка становить 283 амінокислот, а молекулярна маса — 31 623.
| 10         |  | 20         |  | 30         |  | 40         |  | 50         |
| ---------- |  | ---------- |  | ---------- |  | ---------- |  | ---------- |
| MGASVSRGRA |  | ARVPAPEPEP |  | EEALDLSQLP |  | PELLLVVLSH |  | VPPRTLLGRC |
| RQVCRGWRAL |  | VDGQALWLLI |  | LARDHGATGR |  | ALLHLARSCQ |  | SPARNARPCP |
| LGRFCARRPI |  | GRNLIRNPCG |  | QEGLRKWMVQ |  | HGGDGWVVEE |  | NRTTVPGAPS |
| QTCFVTSFSW |  | CCKKQVLDLE |  | EEGLWPELLD |  | SGRIEICVSD |  | WWGARHDSGC |
| MYRLLVQLLD |  | ANQTVLDKFS |  | AVPDPIPQWN |  | NNACLHVTHV |  | FSNIKMGVRF |
| VSFEHRGQDT |  | QFWAGHYGAR |  | VTNSSVIVRV |  | RLS        |  |            |

A: Аланін

C: Цистеїн

D: Аспарагінова кислота

E: Глутамінова кислота

F: Фенілаланін

G: Гліцин

H: Гістидин

I: Ізолейцин

K: Лізин

L: Лейцин

M: Метіонін

N: Аспарагін

P: Пролін

Q: Глутамін

R: Аргінін

S: Серин

T: Треонін

V: Валін

W: Триптофан

Задіяний у такому біологічному процесі, як убіквітинування білків. 